# 住鉱資源開発
住鉱資源開発株式会社（すみこうしげんかいはつ）は、東京都港区虎ノ門に本社を置く資源調査、探査・開発、試錐その他事業を行う地質コンサルタント会社。住友金属鉱山の子会社。

## 沿革
- 1963年（昭和38年）8月1日 - 住鉱コンサルタント株式会社設立。
- 2000年（平成12年）12月 - ISO 9001全社認証取得。
- 2002年（平成14年）8月 - ISO 14001全社認証取得。
- 2011年（平成23年）10月1日 - 会社分割・事業継承により建設コンサルタント部門を株式会社地圏総合コンサルタント（株式会社建設技術研究所100％出資）に継承。同時に住鉱資源開発株式会社社名変更

## 登録部門
- 地質調査業者登録　質19-146　[1]
- 測量業者登録　(13)-741[2]
- 建設業　
  - 国土交通省大臣許可（特-17）第4335号
    - 土木工事業
    - とび・土工工事業
    - さく井工事業

  - 国土交通省大臣許可（般-17）第4335号
    - 建築工事業